# 北島万乗
北島 万乗（きたじま ばんじょう、1982年5月2日 - ）は、日本の実業家、作曲家。Webマーケティング事業をメイン事業とするケイビーカンパニー株式会社の創業者兼代表取締役社長。名前の正式表記は北島 万乘。

## 来歴・人物
大阪府岸和田市出身。清風高等学校在学中より、バンド活動に夢中になりN-OLD MINDにて作詞・作曲を担当。メジャー・デビューが決定するも直前に脱退。
その後、2008年に知人の紹介でパチンコの中古台・新台の卸売事業を展開する遊技機関連企業に入社し、2009年4月にはケイビーカンパニー株式会社を設立。関西での事業を開始した。ケイビーカンパニーは創業1年目に黒字化し、2013年には京都営業所、2014年には神戸営業所を設置した。設立6年目にして全国におけるパチンコ台の流通量の2%以上（関西圏においては10%以上）を占めていたが、2017年からはSMS送信サービスを販売促進活動に活用するSMS販促サービスを開始し、SMS販促のパイオニアとして他業種への事業拡大を開始した。SMS販促事業（メールドーン）を皮切りに、検索ドーン・インスタドーンなどのリアル店舗に特化したWebマーケティング事業を多角的に展開し、結果的にケイビーカンパニーをロケーションビジネスに強みを持つWebマーケティング会社に変貌させた。
実業家とは別に作曲家としても活動しており、男女問わず楽曲を提供している。2019年には、ノッペルガードーンを結成し、作曲・ギターを担当中。